# Temelucha palmi
Temelucha palmi är en stekelart som beskrevs av Dasch 1979. Temelucha palmi ingår i släktet Temelucha och familjen brokparasitsteklar. Inga underarter finns listade i Catalogue of Life.